# Hierba (novela gráfica)
Hierba (título original coreano, 풀; romanización revisada del coreano, Pul) es una novela gráfica creada por la autora coreana Keum Suk Gendry-Kim y publicada por primera vez en 2017. Se trata de su primera obra en coreano y desde entonces ha sido traducida a 14 idiomas. incluyendo la edición en español traducida por Joo Hasun y publicada por Reservoir Books, sello de Penguin Random House Grupo Editorial, en 2022. La obra ha ganado varios premios como el Harvey Award, el Krause Essay Prize, el Cartoonist Studio Prize, Big Other Book Award y el YALSA Book Award. También ha sido nominada para los Eisner Award, Believer Book Award y LA Times Book Prize Así mismo, The New York Times, The Guardian y Los Angeles Times lo han elegido como mejor cómic del año.
Se trata de una obra de memoria biográfica que narra la dura vida de la señora Lee Ok-Sun como víctima de esclavitud sexual por parte de las tropas japonesas que ocuparon Corea durante la Segunda Guerra Mundial. 

## Argumento
La obra se abre con una escena en 1996 en la que la señora Lee Ok-Sun está volando desde China hasta Corea del Sur, su hogar natal. Aquí la mujer tiene 70 años y ha pasado 55 de ellos en China desde que fue llevada allí a la fuerza por el ejército japonés durante la Segunda Guerra Mundial. La raptaron en 1942 para servir como esclava sexual para las tropas japonesas en una de las muchas «estaciones de consuelo» que tenían en China. En ellas, los soldados violaban y maltrataban sistemáticamente a estas «mujeres de consuelo», situación que Lee Ok-Sun vivió durante tres años hasta que finalizó la guerra en 1945 y los dueños de las estaciones de consuelo se dieron a la fuga dejando a las presas libres. 
Después de esa escena inicial, viajamos hacia delante y hacia atrás en el tiempo y vemos la infancia de Lee Ok-Sun, así como su adolescencia y vida adulta hasta que vuelve de nuevo a Corea para vivir en un «casa del compartir». Éstas eran residencias para mujeres que habían pasado por la misma situación que la protagonista y no tenían otro sitio en el que refugiarse. Aquí es donde la autora de la novela, Keum Suk Gendry-Kim, se reúne con la anciana que le cuenta toda su historia. 
Lee Ok-Sun nació en 1926 en Busan y tuvo una infancia bastante dura. Desde los 8 años le insistía a su madre diciendo «yo también quiero ir al colegio», pero ella siempre le contestaba con «no digas estupideces». Tenía también otro hermano, el cual sí que podía ir al colegio por ser varón, y una hermana. Como la familia era pobre, la niña tenía que trabajar en el mercado vendiendo comida o ayudar a su madre haciendo las tareas del hogar. Sin embargo, un día apareció un hombre que quiso adoptarla prometiéndole que le permitiría ir a la escuela y que cuidaría de ella. Así pues, la niña se fue con ese hombre, pero enseguida descubrió que todo era mentira. El hombre se la llevó a su restaurante de fideos en Busan, donde la forzó a trabajar y a vivir en malas condiciones. Al cabo de poco tiempo, el hombre la abandonó a manos de otro restaurante, esta vez una taberna. Aquí la niña ya tenía 16 años. En la taberna se vio en las mismas condiciones que en el anterior restaurante y estuvo así hasta que un día, volviendo de hacer un recado, la raptaron por la calle. Era 1942. 
A partir de aquí empiezan las escenas más duras de la vida del Lee Ok-Sun. Después de un viaje en tren de varios días hasta China, la encerraron en «una casa de paredes de barro y techo de tejas,» que era la estación de consuelo ubicada en el aeródromo este de Yanji. Allí vivió con otras  chicas coreanas que habían llegado en circunstancias parecidas a la suya. Aquí es donde la violaron por primera vez, y donde también perdió su virginidad. En esta estación también se enamoró por primera vez, del capataz de los obreros que había en el aeródromo. Pero después de casi un año en esta estación, la trasladaron a otra que estaba cerca de lo que hoy en día es el mercado del oeste de Yanji. Aquí la seguían tratando igual y los fines de semana las violaciones se sucedían con mayor frecuencia. El abuso era tal que un día contrajo sífilis y el dueño de la estación, impaciente porque tardaba mucho en curarse, la expuso a gas de mercurio haciendo que la infección desapareciera, pero dejándola estéril. 
Al cabo de 3 años de explotación sexual, la guerra finalizó y las estaciones de consuelo fueron abandonadas por los dueños. Como consecuencia, las mujeres quedaron libres, pero no sabían ni dónde estaban. Después de una temporada de vivir en la calle, Lee Ok-Sun se acordó de dónde vivía el hombre del que se había enamorado en el aeródromo. Decidió buscarlo y tras reencontrarse, se casaron. Sin embargo, su vida no mejoró demasiado, puesto que su marido se fue a los cuatro días a alistarse en el ejército comunista. Lee Ok-Sun estuvo 10 años intentando ganarse la vida y cuidando de la familia de su marido, sin tener noticias suyas. Al cabo de ese tiempo, descubrió que su marido estaba vivo y que se había casado y tenía ya tres hijos, bajo el pretexto de que pensó que ella no le habría esperado tanto tiempo. 
Poco tiempo después, una tía de su marido le pidió que fuera a verla a un pequeño pueblo, sin decirle que era una excusa para que varios hombres la conocieran y vieran si estaban interesados en casarse con ella. Así pues, la tía la convenció para que volviera a casarse con un hombre que tenía dos hijos y que lo único que quería de ella era que los criara. Sin embargo, Lee Ok-Sun admite que «[sufrió] mucho en ese segundo matrimonio» porque el hombre bebía, apostaba, y los niños se portaban mal. Pero le cogió cariño al más pequeño, que acabó considerando su hijo, y por ese motivo decidió vivir en China con ese hombre 50 años.
Finalmente, un día quiso intentar ponerse en contacto con su familia en lo que se había convertido en Corea del Sur después de la guerra. Como era analfabeta, aprendió a leer y a escribir para poder enviar cartas a programas de radio que ayudaban a familias separadas por la guerra a reencontrase. Gracias a ellos, consiguió volver a Corea del Sur y reunirse con sus hermanos. Sin embargo, ellos se avergonzaron de su pasado y la repudiaron, por lo que se arrepintió de haber vuelto. En las últimas páginas de su historia admite su deseo: «disfrutar de una vida normal. Vivir con mi hijo, mi nuera y mis nietos. Pero para eso tengo que irme a China. Todos los días me martirizo por no vivir con ellos.».
Sin embargo, la historia no termina aquí porque las últimas páginas de la novela están dedicadas a la lucha incesante de las víctimas del ejército japonés contra el gobierno de Japón. Éste nunca se ha disculpado por el daño que ha hecho a las «mujeres de consuelo» y su única forma de solucionar el asunto es ofreciendo compensación económica. Sin embargo, las víctimas quieren una «disculpa sincera».

## Temas

### Guerra
Puesto que la obra sucede en el contexto de la Segunda Guerra Mundial, y más en concreto la Guerra del Pacífico, este es un tema que se encuentra siempre presente en el trasfondo de la novela. Se menciona cómo «las tropas niponas [...] quemaron pueblos, masacraron a civiles y violaron a todas las mujeres que se les cruzaron en el camino»  Sin embargo, lo que se puede ver más claramente es cómo la invasión japonesa de Corea repercutió a los coreanos. Japón «reclutó a estudiantes y jóvenes de Corea para el ejército y también para explotarlos laboralmente. [...] Miles de coreanos acabaron en campos de batalla para prestar servicio militar voluntario u obligatorio». A las mujeres, además, «se les negaba la libertad y se ultrajaba su integridad sexual». También impusieron muchos cambios en la sociedad. Con el fin de «aniquilar la identidad y las tradiciones del pueblo coreano, Japón desplegó duras políticas coloniales, como imponer el culto sintoísta», les presionaron para que «adoptaran apellidos japoneses» y si desobedecían, «no podían acceder a la red de abastecimiento de alimentos y otros productos» Además, «su nombre paraba a encabezar las listas de candidatos a los campos de trabajo» Los cambios también tuvieron lugar en la educación, puesto que «en el colegio, solo se usaba el japonés y se animaba a los alumnos a vigilarse mutuamente por si alguien hablaba en coreano». Todo esto con el objetivo de «"domesticar" a la gente de la colonia al estilo japonés» Los estragos de la guerra también se ven en las estaciones de consuelo. Al llegar allí, a las mujeres les cambiaban el nombre a uno japonés, como le sucede a Lee Ok-Sun. Además, tenían que trabajar «igual que los hombres» (182) y no les daban agua. Sin embargo, eso no era todo porque después del trabajo forzado pasaron a abusar de las jóvenes sin piedad. No tenían descanso ni podían excusarse por tener la menstruación o estar enfermas porque eso era visto como una pérdida de dinero por los dueños de la estación. A lo largo de la novela se ven varias referencias a cómo avanza la guerra y a lo que está sucediendo en el mundo mientras Lee Ok-Sun está en la estación de consuelo. La autora cuenta cómo comenzó la guerra y las consecuencias que siguieron a su finalización. 

### Mujeres de consuelo
Este es el eufemismo que se utiliza para referirse a las «víctimas de la esclavitud sexual a manos del ejército japonés», durante la Guerra del Pacífico. Al igual que con el resto de coreanos, a las «mujeres de consuelo» también se les obligó a cambiar su nombre por uno japonés y se les prohibió hablar coreano. Eran mayoritariamente niñas o adolescentes que habían sido secuestradas o llevadas allí con falsas promesas de trabajo digno pero la realidad es que estaban para servir a los soldados japoneses. Las chicas eran todas metidas en casas con cuartos compartidos por varias. Allí vivían en condiciones penosas, con poca agua y comida. En esas habitaciones también las violaban los soldados, a veces delante de las otras chicas. No tenían descanso ni cuando tenían la regla, por ejemplo, y tampoco se las protegía contra las ETS o el embarazo. Lee Ok-Sun cuenta que el ejército japonés tenía interés en que los soldado no enfermaran por estar con las chicas, y por eso les decían que usaran preservativos. Sin embargo, «muchos no hacían caso» y agredían a las chicas que se lo recordaban. No había horario y los soldados podían venir cuando quisieran. Según Lee Ok-Sun, «entre semana venían relativamente pocos, pero los domingos, como los soldados también descansaban, el número se multiplicaba». No solo eran víctimas de agresiones sexuales, sino también físicas. Muchos soldados les pegaban e incluso los dueños de las estación de consuelo. Aunque parezca extraño, en algunas estaciones sí que se les permitía salir, pero no tenían ningún sitio al que ir porque estaban en medio de la nada y sin dinero. Tampoco todas las mujeres eran esclavas sexuales. Algunas se encargaban de cocinar o de trabajo forzado, pero sus condiciones no eran muy diferentes. Lee Ok-Sun vivió así tres años, hasta que se terminó la guerra y fue libre. Sin embargo, siguió sufriendo muchas penurias y fue rechazada por su familia y la sociedad por lo que le había sucedido.

### Cultura de Corea en la época
El elemento cultural que más destaca en Hierba es el de la sociedad patriarcal. En aquella época, «se consideraba que las mujeres tenían que consagrarse al cuidado de sus padres y hermanos cuando eran pequeñas, y una vez casadas, al de los maridos y suegros». Por eso, desde el principio de la obra vemos cómo Lee Ok-Sun no tiene permiso para ir a a la escuela, mientras que su hermano y otros niños de la aldea sí. Ella se encargaba de cuidar de sus hermanos y de hacer tareas domésticas. Así mismo, cuando se casó por primera vez y su marido se alistó en el ejército, ella se quedó cuidando de sus suegros y demás familiares del marido. Lo mismo le pasó con su segundo marido, que solo quiso casarse con ella para que cuidara de sus hijos. 
Por otro lado, también se trata el tema de la virginidad y la deshonra que perderla sin estar casada puede suponer para la familia. «La virginidad era un valor muy importante en esa época. Aunque las víctimas fueron forzadas a ‘servir’ a los soldados, sus familias consideraron que habían sido mancilladas. Por eso estas e incluso la sociedad en general, en lugar de abrazar a las víctimas, las repudiaron». La sociedad debería haberlas apoyado tras esa traumática experiencia pero las dio la espalda Ese es el caso de Lee Ok-Sun, que tras volver de China y reunirse con su hermana y hermano, ellos la repudiaron por lo que le había pasado.  De hecho, desde que Lee Ok-Sun es violada por primera vez y pierde su virginidad, ella ya sabe que «a casa, donde estaban [sus] padres y hermanos, no podría regresar» por la vergüenza que eso supondría.

### Naturaleza
La naturaleza es un elemento presente a lo largo de toda la obra y se utiliza principalmente para no mostrar escenas directas de actos violentos. Los pájaros y la naturaleza son testigos de los crueles actos de violencia que sufre la protagonista. Keum Suk dijo que «una de las cosas que más [le] preocupaba al comienzo fue cómo representar la violencia»  Ella pensaba que «si dibujaba escenas de violación o matanzas con crudeza, estaría denunciando la crueldad o la brutalidad, de esos actos inhumanos» Pero para ella eso también «sería como hacérselo revivir a las víctimas porque en la mayoría de esas escenas el cuerpo de la mujer aparece incluso como algo hermoso, olvidándonos de la perspectiva de las víctimas»
Muchas veces utiliza naturaleza como metáfora de lo que está sucediendo, como por ejemplo los soldados pisando las flores o la hierba simbolizan el daño que hacen a las mujeres de la estación de consuelo. Por otro lado, la autora escogió la naturaleza porque Lee Ok-Sun le hablaba muchas veces de «cuánto echaba de menos su pueblo natal, sus montañas y ríos». Por eso decidió llenar la obra de imágenes agradables que le recordaran a la anciana a su hogar de pequeña. Así mismo, la naturaleza simboliza la resiliencia de las mujeres que sobrevivieron a ese infierno para contar su historia. 

### Optimismo
Este aspecto de la obra se ve sobre todo en el final, cuando Lee Ok-Sun ha sobrevivido a la guerra y a las vicisitudes de su vida. A lo largo de la novela, en los momentos en los que es entrevistada por la autora, también deja entrever su sentido del humor que no la ha abandonado a pesar de todo. Incluso en la estación de consuelo hacía bromas amargas con sus compañeras. Keum Suk admite que la anciana era «una persona muy optimista, aunque me contaba historias duras y dolorosas, bromeaba mucho. Después de cada entrevista volvía a mi casa con una energía muy positiva». La autora comenta en una entrevista que «en la vida cotidiana tenemos muchas quejas, pero las víctimas quisieron compartir hasta un trozo de pan, como dice un proverbio coreano. Son muy optimistas.». Así mismo, «intentó mantener la voz serena y la distancia de la historia» Al terminar las entrevistas, se preguntaba por qué la mujer era tan optimista. Vio que «tenía una mirada diferente de lo pasado y [...] la religión» Aparte, otro de sus consuelos era su hijo que, aunque falleció, fue «un motor para que saliera adelante en su vida»

## Estilo artístico
La novela está dibujada en blanco y negro. Keum Suk insistió en trabajar con tinta tradicional coreana meok, y herramientas como pinceles, esponjas o rocas. La autora evitó a propósito sensacionalizar y mostrar representaciones gráficas de escenas violentas. En lugar de eso, lo deja entrever mediante el uso de la luz y la oscuridad en ciertas escenas, el tamaño de las figuras, o espacios vacíos que rodean las figuras durante momentos de emociones intensas, aislamiento o silencio Por ejemplo, la primera violación de Ok-Sun se narra con una doble página llena de viñetas completamente negras Ella también explica que cuando era pequeña le tenía miedo a la oscuridad y a las sombras, porque no sabía lo que podían ser y se asustaba de lo que su mente imaginaba, Eso es lo que intenta recrear con el uso de las sombras y la oscuridad en sus dibujos. Quiere que el lector se imagine lo que sucede y se asuste Por otro lado, en una entrevista para The Korea Society, explicó que le gustan los colores, pero que le da la sensación de que distraen mucho. Sin embargo, al usar blanco y negro el lector se puede centrar más en los hecho que son lo que de verdad importa.
Otro elemento que cabe destacar de su estilo es el hecho de que en muchas ocasiones se sale de los recuadros que caracterizan a las viñetas de cómic. A veces utiliza la página entera o incluso dos páginas juntas para una única imagen. Al principio de la historia, dibuja un avión que está sobrevolando el cielo y se ve cómo la estela que deja empieza en una página y sigue en la siguiente con el dibujo del avión. Keum Suk explica que  siente que los recuadros la oprimen y la fuerzan a contener su propia energía al contar una historia. Sin embargo, hay momentos en los que no puede contenerse y entonces las imágenes se salen de los recuadros, es como que explotan y se expanden por la página. Normalmente es en escenas en las que la acción es muy intensa y emotiva, siendo esta su forma de indicar la importancia de la misma.

## Título
El significado del título está relacionado al tema de la naturaleza, que es testigo en todo momento de la vida de Lee Ok-Sun, su buenos y malos momentos. Sin embargo, la hierba en concreto simboliza a las personas comunes y sin poder de la historia que se siguen levantando a pesar de las fuerzas que les tumban. Entre estas figuras destacan las jóvenes que fueron separadas por la fuerza de sus hogares. La autora destaca que muchas veces a las mujeres se las compara con flores, ya sea con flores bonitas porque son hermosas o con «flores de calabaza» porque no son tan bellas. A veces la flor es utilizada como sinónimo de su «pureza o virginidad» Sin embargo, todas estas comparaciones son hechas desde las perspectiva masculina que siempre ve a la mujer como un objeto. Keum Suk no quiso retratar a las mujeres como flores «puras y castas a las que hay que cuidar para que permanezcan bellas» Ella quiso mostrar que las mujeres son fuertes y se levantan a pesar de la agonía y de las dificultades de la vida Por eso el libro se titula Hierba. Al igual que la hierba que sigue allí después de haberla pisado, e incluso crece con más fuerza, las mujeres de todo el mundo que han sufrido abusos (no solo las «mujeres de consuelo» de la novela), se levantan y siguen viviendo después de las penurias que han sufrido. En palabras de la autora: «son hierbas que resisten al tierno y a todo lo que las pisotea» 

## Objetivo y recepción
Hierba se publicó en el momento adecuado para servir de protesta contra el presidente japonés Shinzo Abe quien recientemente negó la existencia de las «mujeres de consuelo» durante la ocupación japonesa. A lo largo del libro se ven varias referencias por parte de la autora y de la protagonista a la injusticia que es no reconocer esos duros hechos de la historia. El gobierno japonés lo único que ofreció fue compensación económica, pero eso no es lo que las víctimas buscan. Ellas quieren justicia. y reconocimiento público de que lo que les pasó fue real. Japón insiste en que el asunto se resolvió con el acuerdo de 1965 Sin embargo, en 2015, con la intervención de EEUU, Corea del Sur y Japón firmaron otro acuerdo según el cual Japón pagaría 1 billón de dólares a un fondo para los supervivientes Aun así, este acuerdo no fue suficiente para las víctimas. Lee Ok-Sun protestó junto con otras víctimas delante de la embajada de Japón en Seoul denunciando que el acuerdo de 2015 estaba «mal» y era «completamente inaceptable» La anciana se pregunta «¿Cómo puede un acuerdo ser llevado a cabo sin el consentimiento de las víctimas? No nos rendiremos hasta que el gobierno japonés nos dé unas disculpas y compensaciones más fuertes» La autora piensa que «es importante que Japón ofrezca una disculpa sincera, pero también que eduque a sus jóvenes para que conozcan su pasado, incluyéndolo en sus manuales escolares».
En 2017, el gobierno de Corea del Sur pidió a Japón reabrir las negociaciones, a lo cual el primer ministro japonés, Shinzo Abe, se negó, y en 2018 la Corte Suprema de Corea de Sur dictaminó que Japón debía compensar a los supervivientes de la guerra que sirvieron trabajos forzados. Como Japón no quiso pagar, en 2019 las cortes surcoreanas embargaron bienes que Japón poseía en el país para cubrir los pagos Desde entonces, los dos países estas en una disputa que sigue hasta hoy en día. Como se puede ver, la única forma en la que Japón intentó solucionar el tema de las «mujeres de consuelo» es ofreciendo dinero, pero nunca pidió disculpas públicas, que es lo que las víctimas buscan. Lee Ok-Sun y otros activistas acusan al gobierno japonés de esperar a que el tiempo pase y las víctimas, que son bastante mayores, fallezcan y así el asunto se olvide Sin embargo, libros como Hierba existen para que esos hechos perduren en la historia, para que los agresores no puedan escapar sin pagar por sus acciones. A diferencia de lo que pueda parecer, Keum Suk no busca culpar a Japón por lo sucedido, ni centrarse en los problemas entre Japón y Corea del Sur, sino que «quiere exponer la esclavitud sexual como un problema universal de la mujer». El objetivo es que «la historia de Lee Ok-Sun se lea como una representación de la de todas las víctimas» de esos delitos.